# Piotr Grochowski
Piotr Grochowski (ur. 17 grudnia 1968 w Kwidzynie) – polski biolog, doktor nauk biologicznych, nauczyciel akademicki, prodziekan ds. dydaktyki Zamiejscowego Wydziału Kultury Fizycznej w Gorzowie Wielkopolskim, Akademii Wychowania Fizycznego im. Eugeniusza Piaseckiego w Poznaniu.

## Życiorys
Absolwent Wydziału Matematyczno-Przyrodniczego Wyższej Szkoły Pedagogicznej w Słupsku. Studia magisterskie w zakresie biologii ukończył w 1992 r. Pracę zawodową w Zamiejscowym Wydziale Wychowania Fizycznego w Gorzowie Wielkopolskim, Akademii Wychowania Fizycznego im. Eugeniusza Piaseckiego w Poznaniu rozpoczął w 1993 r. w Zakładzie Biologii, obecnie Zakład Nauk Morfologicznych, Biologii i Nauk o Zdrowiu.
Praca naukowa związana z ekologią i ochroną środowiska. Doktorat z zakresu lichenologii obronił na Wydziale Biologii i Ochrony Środowiska Uniwersytetu Mikołaja Kopernika w Toruniu w 2002 r. W swoim dorobku posiada liczne publikacje naukowe oraz podręczniki z biologii i z pierwszej pomocy przedmedycznej dla studentów AWF.
Honorowy dawca krwi, instruktor pierwszej pomocy przedmedycznej Polskiego Czerwonego Krzyża oraz współautor programu „pierwszej pomocy przedmedycznej” na kierunku wychowanie fizyczne.

## Pełnione funkcje
W ZWKF w Gorzowie Wlkp. pełnił następujące funkcje:
- Prodziekan ds. dydaktyki (2015-2019),
- Wydziałowy Koordynator ds. Studiów Zagranicznych (2008-2015),
- Prodziekan ds. dydaktyki (2005-2008),
- Prodziekan ds. studenckich (2003-2005).

## Działalność w stowarzyszeniach naukowych
- Liga Ochrony Przyrody (Zarząd Okręgu w Gorzowie Wielkopolskim) – prezes,
- Regionalna Rada Ochrony Przyrody w Gorzowie Wielkopolskim,
- Rada Naukowo-Społeczna Leśnego Kompleksu Promocyjnego “Bory Lubuskie”,
- International Association for Lichenology,
- Nordic Lichen Society,
- British Lichen Society,
- Polskie Towarzystwo Botaniczne (Oddział w Toruniu),
- Europejska Rada Resuscytacji,
- Klub Przyrodników.

## Odznaczenia
- Odznaka Honorowa za Zasługi dla Ochrony Środowiska i Klimatu (2023)[1]

## Publikacje
- Klessa Leszek, Agapow Lucjan, Piekarska Agata, Grochowski Piotr, Grochowska Anna, Raginia Piotr: Przyroda województwa gorzowskiego. Życie jezior. Praca zbior. Red. Krystyna Kamińska. Gorzów Wlkp.: Klub Działalności Podwodnej LOK „Marlin” 1996, 224 s.
- Grochowska Anna, Grochowski Piotr: Życie roślin w wodach słodkich. W: Przyroda województwa gorzowskiego. Życie jezior. Praca zbior. Red. Krystyna Kamińska. Gorzów Wlkp.: Klub Działalności Podwodnej „Marlin” 1996, s. 178–180
- Grochowski Piotr: Porosty jako bioindykatory powietrza. W: Ekologia Pogranicza = Ökologie der Grenzregionen. Gorzów Wlkp.: Instytut Badań i Ekspertyz Naukowych 1997, s. 131–135. II Polsko-Niemiecka Konferencja Naukowa.
- Żurek Piotr, Grochowski Piotr: Poziom cech morfologicznych i zdolności motorycznych a efektywność gry u 13-14 letnich tenisistów. W: Wychowanie fizyczne i sport w badaniach naukowych. Poznań: AWF 1997, s. 68. V Konferencja Naukowa, Poznań 22 maja 1997 r. Streszczenia.
- Agapow Lucjan, Korościński Bogusław, Grochowski Piotr: Ochrona Rezerwatu Przyrody „Janie” im. Władysława Korsaka. Zesz. Nauk. Uniw. Szczec. 1998, (14) s. 105–131. (Pr. Inst. Kult. Fiz. Nr 200)
- Lipnicki Ludwik, Grochowski Piotr: Korytarz Doliny Noteci. W: Wzorcowa sieć korytarzy ekologicznych na przykładzie byłego województwa gorzowskiego. Praca zbior. pod red. Lucjana Agapowa. Szczecin: Szczec. Tow. Nauk. 2000, s. 53–57
- Lipnicki Ludwik, Grochowski Piotr: Korytarze wewnętrzne Puszczy Noteckiej. W: Wzorcowa sieć korytarzy ekologicznych na przykładzie byłego województwa gorzowskiego. Praca zbior. pod red. Lucjana Agapowa. Szczecin: Szczec. Tow. Nauk. 2000, s. 78–80
- Grochowski Piotr: Porosty Cmentarza w Bogusławiu (północno-zachodnia Polska). Fragm. Flor. Geobot. Polonica 2001, 8, s. 231–235
- Grochowski Piotr: (Praca doktorska) Zmiany lichenoflory zachodniego odcinka Pradoliny Toruńsko-Eberswaldzkiej na przestrzeni wieku. Promotor: dr hab. Ludwik Lipnicki. Toruń: UMK 2002
- Grochowski Piotr, Krzyżowska-Mierzejewska Barbara, Łazarska Monika, Nadobnik Jarosław: Podstawy biologii. Red. nauk. Lucjan Agapow. Podręcznik dla studentów AWF. Poznań: AWF 2005, 159 s. (Seria: Podręczniki Nr 56)
- Grochowski Piotr: Podstawy dziedziczenia.(Rozdział 4.). W: Grochowski Piotr, Krzyżowska-Mierzejewska Barbara, Łazarska Monika, Nadobnik Jarosław: Podstawy biologii. Red. nauk. Lucjan Agapow. Podręcznik dla studentów AWF. Poznań: AWF 2005, s. 124–157. (Seria: Podręczniki Nr 56)
- Grochowski Piotr: Tkanki człowieka. (Rozdział 2.). W: Grochowski Piotr, Krzyżowska-Mierzejewska Barbara, Łazarska Monika, Nadobnik Jarosław: Podstawy biologii. Red. nauk. Lucjan Agapow. Podręcznik dla studentów AWF. Poznań: AWF 2005, s. 50–73.(Seria: Podręczniki Nr 56)
- Grochowski Piotr: Przemiany lichenoflory zachodniego odcinka Pradoliny Toruńsko-Eberswaldzkiej na przestrzeni wieku. W: Ochrona zasobów naturalnych województwa lubuskiego. Walory przyrodnicze regionu. Materiały na konferencję. Red. Lipnicki Ludwik. Gorzów Wlkp.: Wyższa Szkoła Biznesu 2005, s. 9–23
- Grochowski Piotr: (Sprawozdania z konferencji naukowych w 2005 r.). Sport w Europie. Dyferencja jako wyzwanie i szansa. Biuletyn Sekcji Historii PTNKF 2005, (3), s. 16–17
- Grochowski Piotr: Porosty. W: Przyroda Ziemi Lubuskiej. Pod red. Andrzeja Jermaczka i Marka Maciantowicza. Świebodzin: Wyd. Klubu Przyrodników 2005, s. 59–65
- Lipnicki Ludwik, Grochowski Piotr, Łazarska Monika: Porosty (Lichenes). W: Przyroda gminy Drezdenko. Praca zbiorowa pod red. Ludwika Lipnickiego. Drezdenko: Urząd Miasta i Gminy ; Agencja Reklamowo-Wydawnicza A. Grzegorczyk 2006, s. 94–103
- Grochowski Piotr: Porosty z rodziny Usneaceae gminy Prabuty. W: Botanika w Polsce: sukcesy, problemy, perspektywy. Streszczenia referatów i plakatów. Red. Kępczyńska E., Kępczyński J. Szczecin: Oficyna In Plus 2007, s. 54. Zjazd Polskiego Towarzystwa Botanicznego. Szczecin 3–8 września 2007.
- Lipnicki Ludwik, Grochowski Piotr, Gruszka Wojciech: Porosty. W: Przyroda gminy Skwierzyna. Pod red. Ludwika Lipnickiego. Skwierzyna: Urząd Miejski 2009, s. 119–129
- (Red.) Obszary Natura 2000 bogactwem regionu. Red. nauk. Ludwik Lipnicki, Piotr Grochowski. Gorzów Wlkp: Wyd. Wyższej Szkoły Biznesu 2009, 152 s. ISBN 978-83-88991-14-1.
- Grochowski Piotr: Obszary natura 2000 województwa lubuskiego, stan obecny i przyszłość. W: Obszary Natura 2000 bogactwem regionu. Red. nauk. Ludwik Lipnicki, Piotr Grochowski. Gorzów Wlkp: Wyd. Wyższej Szkoły Biznesu 2009, s. 27–40
- Lipnicki Ludwik, Grochowski Piotr: Nowe stanowiska Diploschistes muscorum (Scop.) R.. Sant. (zlichenizowane ascomycota) w Polsce zachodniej. Badania Fizjograficzne. Seria B Botanika 2011, 2(60), s. 175–179
- Grochowski Piotr, Żurek Piotr: Pierwsza pomoc przedmedyczna. Podręcznik dla każdego.Poznań: Wydawnictwo Naukowe Wyższej Szkoły Pedagogiki i Administracji im. Mieszka I 2011, 90 s.
- Lipnicki Ludwik, Grochowski Piotr: The lichens of “Mierkowskie Suche Bory” nature reserve. W: Lichen protection – protected lichen species. Ed. by Ludwik Lipnicki. Gorzów Wlkp.: SONAR Sp. z o.o. 2012, s. 151–161
- Lipnicki Ludwik, Grochowski Piotr, Gruszka Wojciech: The protected and threatened lichens on the bark of Larix decidua in the selected localities in the middle part of Western Poland. W: Lichen protection – protected lichen species. Ed. by Ludwik Lipnicki. Gorzów Wlkp.: SONAR Sp. z o.o. 2012, s. 187–196
- Grochowski Piotr: Secondary succession with the participation of protected species of lichens in the charred areas of the Forest Inspectorate of Lubsko. W: Lichen protection – protected lichen species. Ed. by Ludwik Lipnicki. Gorzów Wlkp.: SONAR Sp. z o.o. 2012, s. 205–212
- Lipnicki Ludwik, Grochowski Piotr, Gruszka Wojciech: Protected and threatened lichens in petroleum and natura gas extraction region KRNiGZ LMG (Lubiatów, Międzychód, Grotów). W: Lichen protection – protected lichen species. Ed. by Ludwik Lipnicki. Gorzów Wlkp.: SONAR Sp. z o.o. 2012, s. 339–340
- Gruszka Wojciech, Wojtkowski Krzysztof, Grochowski Piotr: Chronione porosty nadrzewne zadrzewień przydrożnych: klucz do oznaczania i opisy gatunków. Poznań: ProDRUK 2012, 44 s.
- Lipnicki Ludwik, Grochowski Piotr: International scientific conference „Protection Lichen – Lichen Protected Species” and XXVI Polish Lichenologists Convention, 11-14 September 2012. International Lichenologica Newsletter 2012, 45(2) s. 8–11
- Grochowski Piotr: Sukcesja wtórna z udziałem chronionych gatunków porostów na terenach pożarzysk Nadleśnictwa Lubsko. W: Ochrona porostów – porosty chronione: materiały konferencyjne 11–14 września 2012. Red. Ludwik Lipnicki. Gorzów Wlkp.: SONAR Sp. z o.o. 2012, s. 46–56
- Lipnicki Ludwik, Grochowski Piotr, Gruszka Wojciech: Chronione i zagrożone porosty na korze Larix decidua na wybranych stanowiskach w środkowej części Polski zachodniej. W: Ochrona porostów – porosty chronione: materiały konferencyjne 11–14 września 2012. Red. Ludwik Lipnicki. Gorzów Wlkp.: SONAR Sp. z o.o. 2012, s. 57–70
- Lipnicki Ludwik, Grochowski Piotr: Porosty rezerwatu „Mierkowskie Suche Bory”. W: Ochrona porostów – porosty chronione: materiały konferencyjne 11–14 września 2012. Red. Ludwik Lipnicki. Gorzów Wlkp.: SONAR Sp. z o.o. 2012, s. 71–84
- Lipnicki Ludwik, Grochowski Piotr, Gruszka Wojciech: Lichenolodzy w sprawie ochrony porostów. Chrońmy Przyrodę Ojczystą 2013, 69(3) s. 265–272
- Motiejūnaitė Jurga, Grochowski Piotr: Miscellaneous new records of lichens and lichenicolous fungi. Herzogia 2014, 27(1) s. 193–198
- Szymczyk Rafał, Kukwa Martin, Flakus Adam, Flakus Rodriguez Pamela, Krzewinka Beata, Zaniewski Piotr, Szydłowska Justyna, Szczepańska Katarzyna, Adamska Edyta, Bielec Dominika, Hachułka Mariusz, Grochowski Piotr: Lichens and allied non-lichenized fungi on the Special Area of Conservation Natura 2000 “Swajnie” PLH 280046 (northern Poland). Polish Journal of Natural Sciences 2014, 29(4) s. 319–336
- Szczepańska Katarzyna, Grochowski Piotr: Porosty. W: Łagowsko-Sulęciński Park Krajobrazowy 30 lat: różnorodność ekologiczna i gatunkowa. Red. nauk. Andrzej Pukacz, Mariusz Pełechaty. Gorzów Wlkp.: Zespół Parków Krajobrazowych Województwa Lubuskiego 2015, s. 171–185
- Grochowski Piotr: Lichenobiota województwa lubuskiego na terenach obszarów Natura 2000. Gorzów Wlkp.: Regionalna Dyrekcja Ochrony Środowiska 2015, 200 s. ISBN 978-83-63564-01-8.
- Grochowski Piotr, Szczepańska Katarzyna: Porosty Gryżyńskiego Parku Krajobrazowego. W: Gryżyński Park Krajobrazowy 20 lat: monografia przyrodnicza. Pod red. Marka Maciantowicza. Gorzów Wlkp.; Zielona Góra: Zespół Parków Krajobrazowych Województwa Lubuskiego 2016, s. 100–109. ISBN 978-83-8056-091-8.
- (Red.) Pszczewski Park Krajobrazowy 30 lat: historia i przyroda. Pod red. Piotra Grochowskiego i Leszka Jerzaka. Gorzów Wlkp.; Zielona Góra: Zespół Parków Krajobrazowych Województwa Lubuskiego 2016, 256 s. ISBN 978-83-8056-089-5.
- Grochowski Piotr: Lichenobiota. W: Pszczewski Park Krajobrazowy 30 lat: historia i przyroda. Pod red. Piotra Grochowskiego i Leszka Jerzaka. Gorzów Wlkp.; Zielona Góra: Zespół Parków Krajobrazowych Województwa Lubuskiego 2016, s. 72–95. ISBN 978-83-8056-089-5.
- Grochowski Piotr, Piegdoń Amelia: Lichenobiota: bogaty świat porostów. W: Barlinecko-Gorzowski Park Krajobrazowy 25 lat: historia, przyroda, turystyka, edukacja. Pod red. Wandy Bacieczko. Gorzów Wlkp., Zielona Góra: Zespół Parków Krajobrazowych Województwa Lubuskiego 2017, s. 128–141. ISBN 978-83-8056-149-6.